# Grup Alimentari Guissona

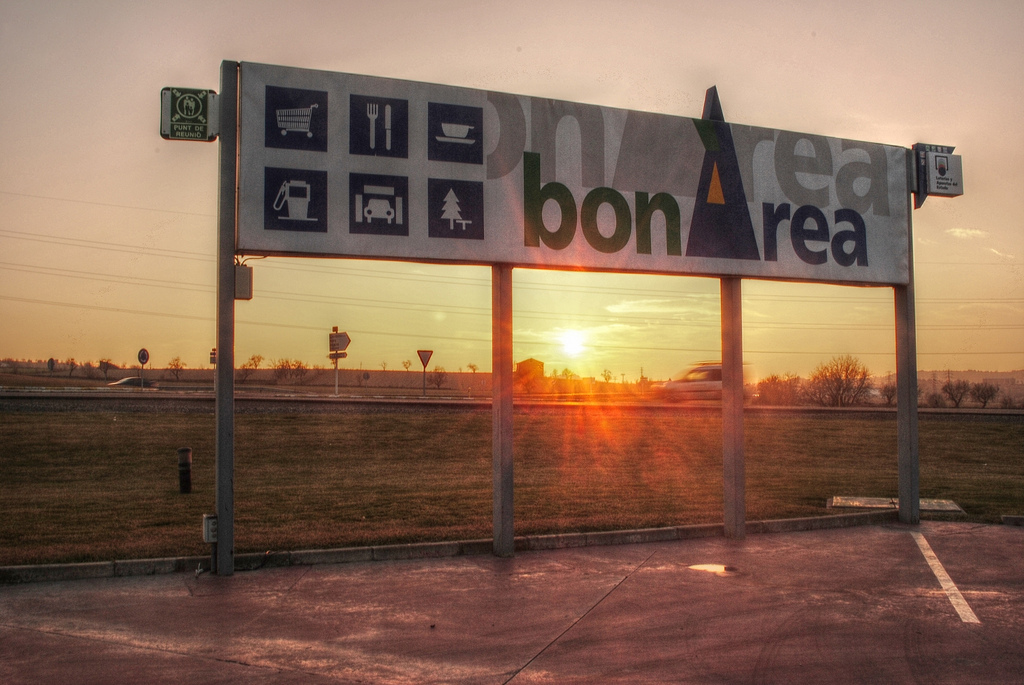
Rètol al pàrquing de la botiga Bonàrea de la CAG, a l'entrada de Guissona

El Grup Alimentari Guissona és un grup d'empreses català dedicat principalment a la producció i comercialització d'aliments, amb seu al municipi segarrenc de Guissona.
El 2013 es va constituir la societat anònima Corporación Alimentaria Guissona com a matriu del grup, el més important de capital català en el sector de l'alimentació, amb uns 4.500 agricultors i ramaders proveïdors de matèria primera. Inclou la Cooperativa Agropecuària de Guissona (CAG), la Caixa Rural de Guissona (Caixa Guissona), i les fundacions Agropecuària de Guissona i Bonàrea, Serveis Agropecuària d'Assegurances i Serveis Mèdics Guissona.
La Corporació Alimentària de Guissona - Bonàrea Agrupa va rebre el 2022 el premi FPCAT.

## Descripció

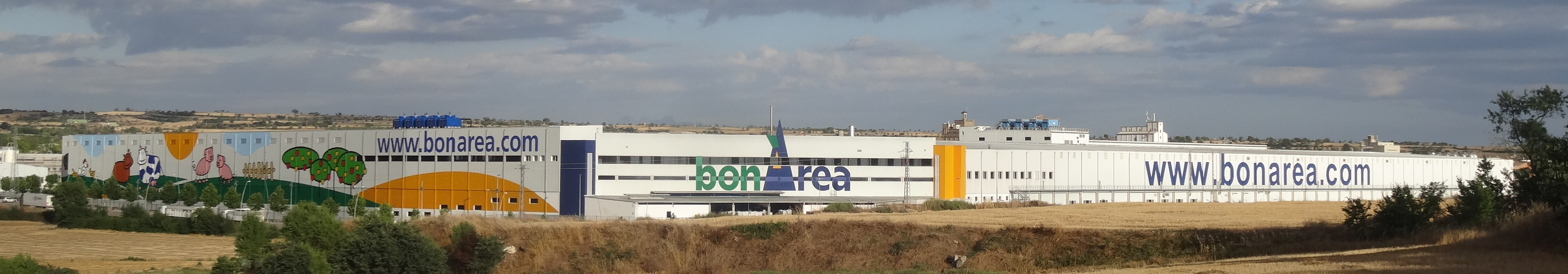
Edifici del Grup Alimentari Guissona, a Guissona

El grup té un procés totalment integrat, des dels camps de cereals i la producció animal, al sacrifici, elaboració i comercialització de tota la gamma càrnia (pollastres, porcs, vedella,..). Per tant, van del camp al consumidor sense intermediaris.
El Grup Alimentari de Guissona desenvolupa totes les activitats ramaderes, industrials i comercials necessàries per arribar al consumidor sense intermediaris, realitzant el cicle productiu complet del producte carni. Actualment el Grup duu a terme tots els processos, des del naixement de les aus i el bestiar, passant per la fabricació dels pinsos, la cria i engreix dels animals, el sacrifici, la transformació i l'elaboració dels productes fins a la seva distribució i la venda directa mitjançant les botigues Bonàrea.
L'empresa neix l'any 1959, quan Jaume Alsina i Calvet i un grup de pagesos de la comarca de la Segarra van iniciar la seva activitat ramadera amb la finalitat d'obtenir uns ingressos complementaris als incerts beneficis del camp. Van acordar d'unir-se per formar una cooperativa que els proporcionés els serveis i les matèries primeres necessàries per a les seves granges i realitzar en un futur la comercialització dels seus productes.
L'Agropecuària de Guissona, Societat Cooperativa Limitada, realitza producció ramadera i avícola, mitjançant els subministraments i els contractes d'engreix d'aus i de bestiar a les explotacions ramaderes dels seus socis. Les produccions ramaderes dels socis es venen a la Corporación Alimentaria Guissona, S.A. per a la seva transformació càrnia i la seva posterior comercialització, la major part a través de les tendes Bonàrea. I la Cooperativa és el primer esglaó del cicle productiu complet que porta a terme el Grup Alimentari Guissona.
El grup es presenta al consumidor amb diferents serveis i de diferents marques, la més important és Bonàrea, una xarxa de petits supermercats, així com CaixaGuissona, una entitat financera. Seagui, S.L. és una Corredoria d'Assegurances participada per l'Agropecuària de Guissona. La Fundació Agropecuària de Guissona és una entitat privada sense ànim de lucre la finalitat principal de la qual és oferir atenció sociosanitària i residencial a la gent gran, promocionar i facilitar l'assistència mèdica, juntament amb la prevenció de malalties i d'accidents, com una obra social. La Fundació Bonàrea, és una entitat privada sense ànim de lucre amb seu a Massoteres, la finalitat principal de la qual és promoure activitats esportives i de lleure entre les persones del seu entorn. I finalment Corporació Alimentària Guissona, S.A agrupa totes les activitats industrials i comercials del Grup Alimentari Guissona.
La Corporació és un referent dins el sector agroalimentari europeu, el 2009 tenia una plantilla de 2.809 treballadors, una facturació de 1.156 milions € i uns resultats nets de 38 milions € segons la seva pàgina web. La facturació de 2012 fou de 1.425 milions d'euros., mentre que pel 2022 les xifres ja eren de 5.745 empleats; dels quals 3.200 dependents de les seves 540 botigues Bonàrea. La facturació de 2021 fou de 2.250 milions d'euros.

## Empreses del grup[calcitació]
- Corporació Alimentària Guissona, societat anònima.
- Agropecuària de Guissona, cooperativa limitada.
- Bonàrea
- Bonàrea Energia, societat limitada participada per Corporació Alimentària Guissona.
- Caixa Guissona, cooperativa de crèdit.
- Serveis Agropecuària Guissona, societat limitada participada per l'Agropecuària de Guissona.
- Fundació Agropecuària de Guissona, entitat privada sense ànim de lucre.
- Fundació Privada Bonàrea, entitat privada sense ànim de lucre.